# Ñengo Flow
 (novembre 2019).
Si vous disposez d'ouvrages ou d'articles de référence ou si vous connaissez des sites web de qualité traitant du thème abordé ici, merci de compléter l'article en donnant les références utiles à sa vérifiabilité et en les liant à la section « Notes et références ».
Edwin Laureano Rosa Vázquez Ortiz (né le 15 octobre 1981), connu sous le pseudonyme d’artiste Ñengo Flow, est un chanteur et auteur-compositeur portoricain.

## Biographie

### Jeunesse
Edwin Laureano Rosa Vázquez Ortiz nait dans le district de Río Piedras de San Juan à Porto Rico et grandit à Bayamón (Porto Rico), où il débute dans le secteur de la musique. À l'âge de 14 ans, Edwin Rosa se présente pour la première fois sur scène dans le quartier où il vivait dans un mouvement communautaire.

### Carrière artistique
Après quelques années, il devient connu sous le nom de "Ñengo Flow". Son premier travail en tant qu'artiste a été de publier une mixtape avec des collègues et des amis. Il a ensuite sorti son premier album studio Flow Callejero en 2005. Il a continué à sortir des mixtapes dont El Combo Que No Se Deja en 2007 et La Verdadera Calle en 2010. Il est également apparu sur divers albums de compilation de reggaetón dont Los Anormales (2004), Sangre Nueva (2005), DJ Joe - Abusando del Género (2006). En 2011, il a lancé sa mixtape Real G4 Life et, en 2012, Real G4 Life 2 ainsi qu'un Real G4 Life 2.5. Real G4 Life 2atteint le numéro 75 sur le tableau Billboard Top Latin Albums tandis que l'édition 2.5 atteint le numéro 61 sur le même tableau. Également en 2012, il est apparu sur divers artistes albums, y compris Ivy Queen « s Musa tout en fournissant des voix non crédité à la chanson «La Killer». 

### Fortune personnelle
Ñengo Flow est l'un des artistes de reggaeton les plus riches : en 2017, il dispose d'une fortune personnelle de 8 millions de dollars[réf. nécessaire].

### Récompense
Le concert Real G4 Life de Ñengo Flow a été nommé pour le concert de l'année 2019[réf. nécessaire].

## Discographie

### Albums studio
- 2005 : Flow Callejero
- 2012 : Real G4 Life 2.5
- 2020 : The Goat
- 2024 : Real G 4 Life, Vol. 4

### Mixtapes
- 2008 : El Combo Que No Se Deja
- 2011 : Real G 4 Life
- 2012 : Real G 4 Life 2
- 2017 : Real G4 Life 3

### Albums collaboratif
- 2015 : Los Reyes Del Rap (con Los G4)